# Prémie
Prémie doplňuje základní mzdové formy (většinou časovou mzdu) a stimuluje tak pracovníka k podání vyššího výkonu. Mohou ji ale využívat pouze zaměstnavatelé v podnikatelské sféře. "Prémiování předpokládá vydání vnitřního mzdového předpisu – prémiového řádu, ve kterém stanoví předem podmínky prémiování, zejména tedy okruh prémiovaných zaměstnanců, prémiové ukazatele a výši prémie, která těmto zaměstnancům bude příslušet při splnění těchto ukazatelů. Pokud zaměstnanci splní tyto podmínky, je na výplatu prémií zákonný nárok." Úkolem prémií je ovlivnění těch ukazatelů pracovního výkonu, které nejsou oceněny základní formou mzdy. Ukazatele pracovního výkonu zde musí být měřitelné, zaměstnancem ovlivnitelné a musí se pravidelně opakovat ve skladbě pracovních úkolů. Prémie je stanovena podle předem stanovených objektivních kritérií, ve kterých je zakotven vztah mezi mírou plnění příslušného ukazatele a příslušnou výší prémie.

## Členění prémií
Prémie lze rozdělit podle prémiového ukazatele na následující druhy:
- prémie za vyšší výkon – zde je ukazatelem pracovního výkonu kvantitativní výsledek práce. Prémie za vyšší výkon se uplatňuje místo úkolové mzdy v případě, kdy nemohou být stanoveny pevné normy, např. v případě měnících se pracovních podmínek.
- prémie za kvalitu – prémie za kvalitu jsou vypláceny v případě zvyšování kvality výkonu (př. za nižší než přípustnou zmetkovost)
- prémie za úsporu – tato prémie je poskytována za úsporu výrobních faktorů např. v případě vyššího využití materiálu a menší spotřebě energie
- prémie za využití – slouží k zajištění optimálního využití dlouhodobého majetku (př. času na opravy, běhu na prázdno apod.)

Jednotlivé druhy prémií se mohou kombinovat a mohou tím vzniknout prémiové mzdové systémy.
Termínem bonus, česky výhoda, se obvykle rozumí zvláštní jednorázová nebo roční platba zaměstnancům, například pro nějaký zvláštní účel (mimořádný/roční bonus). Výplata by měla probíhat prostřednictvím mzdového schématu společnosti, společnost předem rozhodne, kdo obdrží bonus, výši bonusu a kdy bude vyplacen. Mnoho zaměstnavatelů vyplácí raději jednorázové bonusy místo valorizace (navyšování mezd). Důvodem je, že bonus je volitelná událost, zatímco zvýšení platu je trvalé. Má se také za to, že bonus má okamžitý pozitivní účinek na zaměstnance, který převažuje nad zvýšením platu.
Existuje také mnoho způsobů, jak odměnit zaměstnance nepeněžními bonusy. Jednou z oblíbených prémií je nabídnout další volno, jako je extra bonus na dovolenou nebo placený den volna, anebo poskytnout možnost školení nebo osobního rozvoje. Tyto bonusy se v ČR označují jako benefity.

## Prémiové mzdové systémy
K nejdůležitějším a nejznámějším prémiovým mzdovým systémům se řadí:
- Halseyův prémiový systém

K základní mzdě se vyplácí pouze část uspořené časové mzdy. Kupříkladu pokud se nedočerpají normy, obdrží zaměstnanec vedle základní mzdy prémii ve výši od 33,3 až do 77 % uspořené časové mzdy a zbytek si nechá podnik.
Průměrná mzda při zvyšujícím se výkonu lineárně stoupá. Mzdové náklady na kus vyrobený v uspořeném čase zůstávají neměnné a jsou násobkem prémiového faktoru, normy a hodinové mzdy. Při překročení normy je uhrazena plná časová mzda.
- Rowanův prémiový systém

Zde dostává zaměstnanec prémii v takové procentní výši, o kterou byl uspořen normovaný čas. Přírůstky prémií jsou v poměru k růstu výkonu, na rozdíl od Halseyho systému, stále nižší. Mzdu časového úseku můžeme vypočítat dle následujícího vzorce:
mzda/měsíc=(skutečný čas*hodinová mzda)*1+((normovaný čas/skutečný čas)/normovaný čas)
Mzdové náklady na kus činí:
hodinová mzda*(skutečný čas/normovaný čas)*norma času na kus
- Diferenciální kusová mzda podle Taylora

Tento systém vychází z úkolové mzdy a je určen přesnými časovými studiemi pro normální výkon. V případě ušetření normovaného času je zaměstnanec odměněn plnou prémií za celkový výkon přepočtenou na základě úkolové mzdy, které je vyšší než normální sazba. Pokud se norma nedodrží a není-li tedy dosažen normální výkon, odměňuje se na základě úkolové sazby, která je nižší než normální sazba. Tento systém pracuje s rozdílnými úkolovými mzdovými sazbami a tím vytváří tlak na osobní výkon zaměstnanců.
- Prémiový mzdový systém podle Bedauxe

K měření lidské pracovní síly zavedl Bedaux měrnou jednotku „B“. „1B“ označuje množství práce, které vykoná průměrný zaměstnanec při normální rychlosti práce a v normálních pracovních podmínkách za 1 minutu. Výkon 60 B představuje normální výkon za hodinu, který je odměněn základní mzdou a zjišťuje se hodnocením práce vyvinutého Bedauxem. Toto hodnocení se provádí pomocí bodování požadavků na práci – analytický způsob. Jsou zde hodnoceny následující požadavky: odborné znalosti a doba zaučení, požadavky na smysly a nervy, požadavky na svaly, zručnost, požadavky na schopnost myšlení, odpovědnost, vlivy okolí a požadavky na schopnost vést ostatní. Zaměstnanec má zde zaručenou základní minimální mzdu, které je tedy vyplácena i při nižším výkonu než 60 B za hodinu. 